# عروسة المولد (فلم)
عروسة المولد هو فيلمٌ مصريٌ أُنتج عام 1954.
يُعتبر الفيلم من أفلام الخيال، إذ يُتخيل فيه تحول الدمى إلى كائنات حية، وهذا النوع من القصص يُعتبر نادراً في السينما العربية.

## قصة الفيلم
يمتلك المعلم أبو لمعة (محمد أحمد المصري) مصنعاً لإعداد حلوى المولد النبوي تعمل فيه ابنته عزيزة (سعاد مكاوي)، وخطيبها حمودة (محمود شكوكو). تُصنع الحلوى على أشكال عرائس وفرسان. وقد صُنع تمثال للعروس حلاوة (تحية كاريوكا)، ويتصل به تمثال أبو الفوارس-سكر (عبد العزيز محمود).
يأتي الزبون إدريس (محمود المليجي) وصديقته لاتانيا (نيللي مظلوم) لشراء العروس حلاوة دون الفارس سكر. لكن أصحاب المصنع يرفضون بيعهما منفصلين. يقرر شراءهما معاً ليفصلهما، فيرفض أصحاب المصنع أيضاً. لكن العروس حلاوة ترغب أن تترك سكر والدخول إلى عالم البشر لترقص وتغني، ويقوم إدريس، متمثلاً في صورة الشيطان إبليس، بإغرائها بترك سكر والدخول إلى عالم البشر. ولذلك تترك حلاوة عالم العرائس رغم نداءات سكر المتكررة.
يدخل الفارس سكر عالم البشر رفقة عزيزة بنت أبو لمعة لاستعادة حلاوة دون جدوى. تكتشف حلاوة أن عالم البشر ملئ بالخيانة والكذب، خصوصاً وأنها تقع تهديد إدريس الذي يهددها بالنمل آكل الحلوى، لكي ترتكب الجرائم. في النهاية تعود حلاوة إلى مصنع الحلوى، وتعاقب نفسها بالقفز في صهريج الحلاوة لتذوب من جديد، وتكفر عن أخطاءها.

## أغاني الفيلم
أغاني الفيلم من تأليف فتحي قورة، ومرسي جميل عزيز، وتلحين عبد العزيز محمود.

## أبطال الفيلم
يُعتبر هذه الفيلم هو آخر فيلم في مسيرة عبد العزيز محمود السينمائية التي امتدت لحوالي عشر سنوات. وإن كان قد ظهر في فيلم بياضة عام 1981.
كما ظهر في الفيلم أبطال البرنامج الإذاعي ساعة لقلبك، الذي بدأ قبل ظهور فيلم عروسة المولد بعام واحد فقط، وهم أبو لمعة، والخواجة بيجو، وممدوح فتح الله. وقد ظهر أبو لمعة وبيجو في فيلم بحبوح أفندي قبل هذا الفيلم بأشهر.
أبطال الفيلم هم:
- عبد العزيز محمود في دور أبو الفوارس سكر.
- تحية كاريوكا في دور عروس المولد حلاوة.
- محمد أحمد المصري في دور المعلم أبو لمعة صاحب مصنع الحلوى.
- سعاد مكاوي في دور عزيزة بنت المعلم أبو لمعة.
- محمود شكوكو في دور حمودة خطيب عزيزة.
- فؤاد راتب في دور الخواجة بيجو.
- محمود المليجي في دور إدريس (إبليس).
- نيللي مظلوم في دور لاتنانيا صديقة إدريس.
- ممدوح فتح الله في دور فصيح المدلل.
- فؤاد شفيق في دور والد فصيح.
- سامية رشدي في دور شريفة هانم زوجة والد فصيح.

## وصلات خارجية
- مقالات تستعمل روابط فنية بلا صلة مع ويكي بيانات

## مصدر
1. ↑  محمود قاسم، موسوعة الأفلام الروائية في مصر والعالم العربي، الجزء الثاني، الهيئة المصرية العامة للكتاب، 2006، ص 167.
2. 1 2  تحية كاريوكا تسبق هوليوود في تقديم «Toy Story» نسخة محفوظة 2020-10-19 على موقع واي باك مشين.
3. 1 2  جواهر السينما المصرية:عروسة المولد نسخة محفوظة 2020-10-01 على موقع واي باك مشين.
4. ↑  عناوين الفيلم
5. ↑  صفحة عبد العزيز محمود على موقع السينما.كوم
6. ↑  ابن المطرب عبدالعزيز محمود يكشف أسرار سنوات المجد والحزن في حياة صاحب «تاكسى الغرام» نسخة محفوظة 2021-07-11 على موقع واي باك مشين.